# Milladoiro
Milladoiro — исполнители кельтской музыки из Галисии. Группа широко известна и популярна не только в Галисии, их часто называют «галисийские Chieftains».
Родриго Романи и Антон Сеоане основали группу в 1978 году. На записи дебютного альбома к ним присоединился Хосе В. Ферейрос, который будет указан на альбоме как приглашённый артист. Между тем Хосе В. Ферейрос вместе с Нандо Касаль и Мончо Гарсиа Рей из его группы «Faíscas do Xiabre» пригласили Романи и Сеоане для участия в записи их альбома. В результате слияния этих групп с дополнением флейты Хосе А. Мендеса и скрипки Лауры Кинтиллиан образовалась одна из самых известных групп музыкальной сцены Галисии.
25-летие группа отметила выпуском сборника «XXV».

## Состав

### Основатели
- Родриго Романи (арфа, бузуки, гитара, варган) 1978—2000
- Хосе В. Ферейрос (волынка, мандолина, вистл, бузуки, перкуссия) 1978-
- Нандо Касаль (волынка, кларнет, вистл, перкуссия, вокал) 1978-
- Антон Сеоане(клавишные, гитара, колёсная лира, аккордеон, вокал) 1978-
- Хосе А. Мендес (флейта) 1979-
- Мончо Гарсиа Рей (бойран, перкуссия, вокал) 1978-
- Лаура Кинтиллиан (скрипка) 1979—1980

### Другие
- Мишель Канада (скрипка) 1980—1993
- Антон Сейхо (скрипка) 1993—1999
- Гарри К. (скрипка) 1999-
- Рой Касаль (арфа, бузуки, окарина, перкуссия) 2000-
- Ману Конде (гитара, бузуки) 2000-

## Дискография
- 1978 — Milladoiro
- 1979 — A Galicia de Maeloc
- 1980 — O berro seco
- 1982 — Milladoiro 3
- 1984 — Solfafria
- 1987 — Divinas Palabras
- 1989 — Castellum Honesti
- 1991 — Galicia no Tempo
- 1993 — A Via Láctea
- 1993 — A xeometría da Alma
- 1994 — Iacobus Magnus
- 1995 — Gallaecia Fulget
- 1995 — As fadas de estraño nome
- 1999 — No confín dos verdes castros
- 1999 — Auga de Maio
- 2002 — O niño do sol
- 2005 — XXV
- 2006 — Unha Estrela por Guia
- 2008 — A Quinta das Lagrimas

## Награды
- 1984 Pedrón de Ouro Awarded by the 'Padroado Rosalía de Castro'
- 1986 Goya Awarded by the 'Academia de las Ciencias y Artes Cinematográficas de España' for the soundtrack of the film «La Mitad del Cielo»
- 1987 Santiago Awarded by T.V.E.
- 1987 Agulla de Ouro Awarded by the 'Asociación de Empresarios da Moda'
- 1989 Once Galegos do Ano Awarded by ONCE and Cadena SER
- 1989 TP Awarded by the magazine TP and T.V.E.
- 1990 TP Awarded by the magazine TP and T.V.E.
- 1992 Honorary mention of the Indie Awards. Awarded by the NAIRD
- 1993 Celanova, Casa dos Poetas Awarded by the 'Padroado Curros Enríquez'
- 1998 Galegos de Maio Awarded by 'Correo Galego'
- 1999 Galegos Egrexios Awarded by the 'Padroado dos Premios da Crítica de Galicia'
- 2001 Premios da Música 2.000 Best song in galician for «Moraima». Awarded by SGAE and AIE
- 2002 Caveira Samaín Awarded by the 'Asociación Samaín' «for having warped a strong wicker in the tradtional culture of the country»
- 2003 Opinión Awarded by a jury of 8 music reviewers from different media summoned by the newspaper La Opinión from A Coruña
- 2004 Medalla Castelao 2004 Awarded by the 'Xunta de Galicia'
- 2004 Ramón Piñeiro «FACER PAÍS» Awarded by the 'Asociación Cultural «Val de Láncara»'
- 2006 Trasalba Awarded by the 'Fundación Otero Pedrayo'